# Поярков, Владимир Эрастович
Владимир Эрастович Поярков (16.10.1906, Бордо, Франция — 24.10.1974, Алма-Ата) — доктор геолого-минералогических наук (1968), лауреат Сталинской премии.

## Биография
В 1928 году окончил геологический факультет САГУ в Ташкенте.
В 1928—1938 гг. — начальник геологической партии в Средней Азии.
В 1938—1941 гг. — на научных должностях в Узбекском подразделении Академии Наук СССР.
В 1941—1957 гг. — на научных и руководящих должностях в тресте «Средазцветметразведка».
В 1957—1959 гг. — начальник экспедиции, главный геолог в управлении геологии Киргизской ССР.
В 1959—1973 гг. — заведующий отделом в Казахском институте минерального сырья.
Основные научные труды Пояркова касаются руд ртути, разведки, оценки, изучения и проведения геологоразведочных работ на территории Казахстана и Средней Азии.

## Награды
Лауреат Сталинской премии (1952).

## Память
В честь В. Э. Пояркова назван открытый в 1981 году минерал — Поярковит.